# Giải vô địch cờ vua thế giới truyền thống 2004
Giải vô địch cờ vua thế giới truyền thống 2004 được tổ chức từ ngày 25 tháng 9 năm 2004 đến ngày 18 tháng 10 năm 2004 tại Brissago, Thụy Sĩ. Đương kim vô địch Vladimir Kramnik đấu với người thách đấu Peter Leko trong một trận đấu 14 ván.
Trận đấu kết thúc hòa 7-7, mỗi kỳ thủ có hai ván thắng. Kramnik giữ được danh hiệu vô địch theo quy định của trận đấu.

## Bối cảnh
Sự chia tách của Garry Kasparov từ FIDE năm 1993 dẫn đến hai dòng vô địch cờ vua thế giới. Có nhà vô địch thế giới "truyền thống", theo nghĩa danh hiệu dành cho kỳ thủ nào đánh bại được đương kim vô địch thế giới. Danh hiệu này do Kasparov nắm giữ, cho đến khi ông bị Kramnik đánh bại trong Giải vô địch cờ vua thế giới truyền thống năm 2000. Ngoài ra còn có nhà vô địch thế giới FIDE "chính thức", tại thời điểm của trận đấu này, là Rustam Kasimdzhanov.
Danh hiệu vô địch thế giới bị chia rẽ dẫn đến lời kêu gọi thống nhất hai danh hiệu. Sau khi đàm phán, tất cả các bên đã đồng ý với "Thỏa thuận Prague", theo đó, người chiến thắng trong trận đấu này (Nhà vô địch thế giới "truyền thống") sẽ đấu một trận với người chiến thắng trong trận đấu giữa Kasparov và nhà vô địch thế giới FIDE, và người chiến thắng sẽ là Nhà vô địch Thế giới. Những trận đấu này cuối cùng không diễn ra, nhưng danh hiệu vua cờ sau đó được thống nhất tại Giải vô địch cờ vua thế giới năm 2006.

## Giải đấu Ứng viên năm 2002
Giải cờ vua Dortmund 2002 đóng vai trò là Giải đấu Ứng viên để xác định nhà thách đấu danh hiệu của Kramnik. Tuy nhiên, không phải tất cả các kỳ thủ hàng đầu đều có mặt. Số 1 thế giới Garry Kasparov đã từ chối tham dự, thay vào đó ông khẳng định rằng mình xứng đáng được tái đấu với Kramnik dựa trên kết quả giải đấu của Kasparov vào năm 2001. Một số kỳ thủ khác, gồm cả số 2 thế giới Viswanathan Anand, đã từ chối lời mời vì họ cho rằng giải này xung đột với nghĩa vụ của họ với Giải vô địch thế giới FIDE.
Khi giải đấu được công bố vào tháng 4 năm 2002, 7 trong số 8 kỳ thủ thuộc top 11 thế giới trong bảng xếp hạng tháng 1 năm 2002. Ngoài Kramnik, những kỳ thủ vắng mặt trong số 11 kỳ thủ hàng đầu là Kasparov, Anand và đương kim vô địch thế giới FIDE Ruslan Ponomariov. Kỳ thủ ngoài top 11 thế giới là kỳ thủ chủ nhà Christopher Lutz, xếp hạng 44 thế giới.
Leko đã vô địch Giải đấu Ứng viên:
|   |                            | Elo  | 1 | 2 | 3  | 4  | Điểm |
| - | -------------------------- | ---- | - | - | -- | -- | ---- |
| 1 | Alexei Shirov (Spain)      | 2697 | - | 1 | 1½ | 1½ | 4    |
| 2 | Veselin Topalov (Bulgaria) | 2745 | 1 | - | 1½ | 1½ | 4    |
| 3 | Boris Gelfand (Israel)     | 2710 | ½ | ½ | -  | 1½ | 2½   |
| 4 | Christopher Lutz (Germany) | 2655 | ½ | ½ | ½  | -  | 1½   |
Shirov thắng sau hai ván playoff với tỷ số 1½-½ để xếp trên Topalov.
|   |                               | Rating | 1 | 2 | 3  | 4 | Total |
| - | ----------------------------- | ------ | - | - | -- | - | ----- |
| 1 | Evgeny Bareev (Russia)        | 2726   | - | 1 | 1  | 2 | 4     |
| 2 | Peter Leko (Hungary)          | 2722   | 1 | - | 1½ | 1 | 3½    |
| 3 | Michael Adams (England)       | 2752   | 1 | ½ | -  | 1 | 2½    |
| 4 | Alexander Morozevich (Russia) | 2716   | 0 | 1 | 1  | - | 2     |
Hai người đứng đầu mỗi bảng vào chơi vòng loại trực tiếp. Mỗi cặp đấu gồm 4 ván tiêu chuẩn, với trận đấu playoff cờ nhanh 2 ván trong trường hợp hòa.
|  | Bán kết | Bán kết         | Bán kết |  |  | Chung kết | Chung kết       | Chung kết |  |  |
|  |         |                 |         |  |  |           |                 |           |  |  |
|  |         |                 |         |  |  |           |                 |           |  |  |
|  |         | Peter Leko      | 2½      |  |  |           |                 |           |  |  |
|  |         | Alexei Shirov   | ½       |  |  |           |                 |           |  |  |
|  |         |                 |         |  |  |           | Peter Leko      | 2½        |  |  |
|  |         |                 |         |  |  |           | Veselin Topalov | 1½        |  |  |
|  |         | Veselin Topalov | 3½      |  |  |           |                 |           |  |  |
|  |         | Evgeny Bareev   | 2½      |  |  |           |                 |           |  |  |

Topalov – Bareev hòa 2–2; Topalov thắng trận playoff cờ nhanh với tỷ số 1½ – ½.

## Trận đấu tranh chức vô địch 2004
|                           | Rating     | 1 | 2 | 3 | 4 | 5 | 6 | 7 | 8 | 9 | 10 | 11 | 12 | 13 | 14 | Total |
| ------------------------- | ---------- | - | - | - | - | - | - | - | - | - | -- | -- | -- | -- | -- | ----- |
| Peter Leko (Hungary)      | 2741 (+21) | 0 | ½ | ½ | ½ | 1 | ½ | ½ | 1 | ½ | ½  | ½  | ½  | ½  | 0  | 7     |
| Vladimir Kramnik (Russia) | 2770 (−29) | 1 | ½ | ½ | ½ | 0 | ½ | ½ | 0 | ½ | ½  | ½  | ½  | ½  | 1  | 7     |